# Iphinoe serrata
Iphinoe serrata is een zeekommasoort uit de familie van de Bodotriidae. De wetenschappelijke naam van de soort is voor het eerst geldig gepubliceerd in 1867 door Norman.